# Legion de Birmingham
Maillots
Actualités
Dernière mise à jour : 6 mai 2025.
Le Legion de Birmingham (en anglais Birmingham Legion) est une équipe américaine de soccer participant au USL Championship, et basée à Birmingham en Alabama.

## Histoire
Le 9 août 2017, la United Soccer League (désormais dénommée USL Championship), accorde une franchise à Birmingham pour une équipe qui fera ses débuts lors de la saison 2019. Il faut néanmoins attendre le 17 janvier 2018 pour que l'identité du nouveau club soit dévoilée, le Birmingham Legion FC fait alors référence au stade historique du Legion Field, ouvert en 1927. Néanmoins, l'équipe prévoit de jouer ses rencontres au BBVA Field, l'actuel domicile de la formation de soccer des Blazers de l'Université d'Alabama de Birmingham.

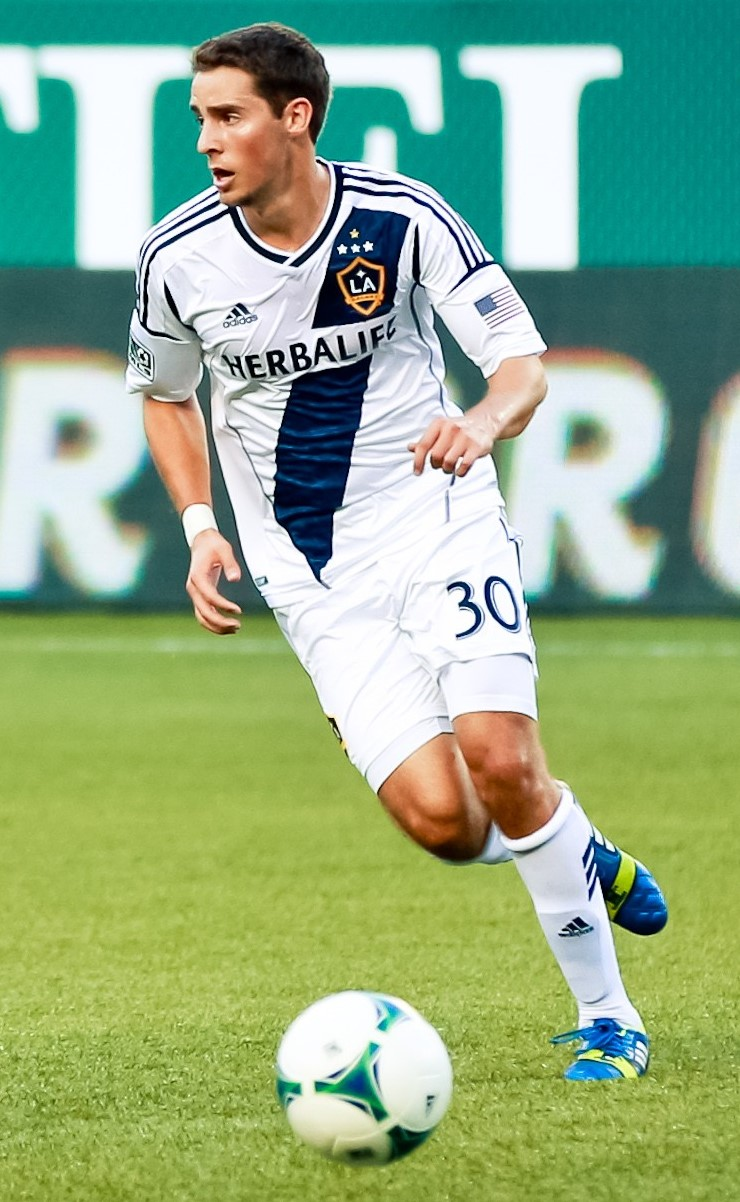
Chandler Hoffman, joueur local et première signature du club.

Jay Heaps, joueur étoile puis entraîneur de longue date du Revolution de la Nouvelle-Angleterre, est désigné président et directeur général de la franchise le 31 janvier 2018 afin de bâtir les fondations en vue de la saison inaugurale en 2019. Le premier joueur à rejoindre la franchise de Birmingham est le natif de la ville, Chandler Hoffman, buteur prolifique au deuxième palier du soccer nord-américain, lorsqu'il signe en juillet 2018. Le 16 août suivant, Tom Soehn est nommé premier entraîneur-chef du Legion.
Lors de la rencontre inaugurale de la franchise, l'équipe s'incline 2-0 contre le Steel de Bethlehem le 10 mars 2019. C'est Prosper Kasim qui inscrit le premier but de l'histoire du Legion de Birmingham au cours de la troisième rencontre du club en saison régulière contre le Louisville City FC le 31 mars. Après onze matchs sans victoire en mai et juin 2019, la formation de Tom Soehn remporte sept de ses neuf rencontres suivantes en juillet et août, permettant à l'équipe de se qualifier pour les séries éliminatoires en obtenant une dixième place dans l'Est. Malgré tout, cette première saison se termine dans la douleur avec une élimination dès les quarts de finale de conférence avec une défaite 7-0 contre les Riverhounds de Pittsburgh.

## Palmarès et records

### Palmarès
| Compétitions nationales | Compétitions internationales | Trophées mineurs |
| - Vierge                | - Vierge                     | - Vierge         |

### Bilan par saison
| Saison | Niv. | Ligue            | Saison régulière | Saison régulière | Saison régulière | Saison régulière | Saison régulière | Saison régulière | Saison régulière | Position | Position | Séries USL Championship       | US Open Cup    | Affl. moy. saison régulière | Affl. moy. séries éliminat. |
| Saison | Niv. | Ligue            | M                | V                | N                | D                | BP               | BC               | Pts              | Conf.    | Ligue    | Séries USL Championship       | US Open Cup    | Affl. moy. saison régulière | Affl. moy. séries éliminat. |
| ------ | ---- | ---------------- | ---------------- | ---------------- | ---------------- | ---------------- | ---------------- | ---------------- | ---------------- | -------- | -------- | ----------------------------- | -------------- | --------------------------- | --------------------------- |
| 2019   | 2    | USL Championship | 34               | 12               | 7                | 15               | 35               | 51               | 43               | 10e/18   | 21e/36   | Quart de finale de conférence | Troisième tour | 4 551                       | N/A                         |

### Meilleurs buteurs par saison
| Saison | Meilleurs buteurs | Meilleurs buteurs |
| Saison | Joueurs           | Buts              |
| ------ | ----------------- | ----------------- |
| 2019   | Kasim Prosper     | 8                 |
| 2019   | Jerome Williams   | 8                 |

## Logo et couleurs
Le logo du Legion de Birmingham est dominé par deux couleurs : l'or fondu et le noir. Un marteau et une enclume sont accompagnés de trois étoiles symbolisant des étincelles dues au choc entre les matériaux. Ces étincelles font référence à la fierté, la passion et la communauté tandis que le marteau et l'enclume représentent les valeurs de dur labeur de la ville de Birmingham. Ce logo est également un clin d’œil à l'héritage des Hammers de Birmingham, une équipe semi-professionnelle ayant disparu pour laisser place au Legion à l'issue de la saison 2018.

## Stade
Le Legion de Birmingham joue ses rencontres à domicile au BBVA Field situé à Birmingham, enceinte partagée avec les Blazers de l'Université d'Alabama de Birmingham. Porté à une capacité de 5 000 spectateurs après une décision de février 2018, le Legion s'est engagé à financer une partie des travaux lors de la signature d'un bail de location de huit ans pour 350 000 dollars par saison. La surface est de la pelouse naturelle.

## Personnalités historiques

### Entraîneurs
Le tableau suivant présente la liste des entraîneurs du club depuis 2019.
| Rang | Entraîneur | Nationalité | Début        | Fin      | Matchs | Victoires | Nuls | Défaites | % victoires | Palmarès |
| ---- | ---------- | ----------- | ------------ | -------- | ------ | --------- | ---- | -------- | ----------- | -------- |
| 1    | Tom Soehn  | États-Unis  | 16 août 2018 | En poste | 126    | 57        | 44   | 25       | 45.24%      |          |